# Motion interpolation
Motion interpolation (též efekt telenovely či efekt mýdlové opery z anglického soap opera effect) je fenomén spjatý s technologií smart lcd/led televizorů, která je určena k softwarovému vylepšení obrazu. Přestože se jedná o technologii, jež má uživateli přinést větší komfort při sledování obsahu, v mnoha případech je podrobena velké kritice. Zejména proto, že u sledování filmových projekcí působí kontraproduktivně a ubírá filmového obrazu na jeho působivosti či přirozenosti.

## Problematické vkládání snímků
Některé moderní lcd/led televizory vytváří umělé mezisnímky za účelem plynulejšího pohybu. Většina hollywoodských filmů je natočena technologií 24 snímků za vteřinu. Problematická funkce u televizorů dokáže softwarově mezi tyto snímky vkládat další a umožňuje "plynulejší a jemnější" pohyb sledovaného obrazu. U filmových projekcí je efekt takový, že obraz ztratí svoji atmosféru a na diváka vizuálně působí jako tzv. telenovela.

## Klady a zápory
Softwarové úpravy a vkládání mezisnímků mají u sledování televizorů klady i zápory:
- umožňují komfortnější sledování sportovních a zpravodajských přenosů
- degradují atmosféru filmových projekcí

## Kritika od filmových hvězd
Ke kritice softwarových vylepšení pohybu obrazu u televizorů se připojily i významné hollywoodské hvězdy, jakým jsou například Tom Cruise nebo Christopher McQuarrie. Filmaři požadují, aby výrobci umožnili uživatelům tento jev jednoduše odstranit například tlačítkem na ovladači. K podpoře tzv. referenčního módu v televizorech se vyslovil i uznávaný režisér Christopher Nolan.

## Uživatelské řešení
K odstranění efektu telenovely mohou uživatelé v závislosti na typu a značce televizoru vypnout v pokročilých nastaveních vylepšení pohybu. Případně přepnout při sledování filmové projekce styl pohybu do přednastavené funkce "film".